# Hino do Bascortostão
O Hino Nacional da República do Bascortostão é um dos símbolos oficiais da República do Bascortostão. Aprovado em 18 de setembro de 2008.

Bandeira do Bascortostão

## História
O Hino Nacional da República do Bascortostão foi primeiramente pela Lei da República da Bielorrússia “Sobre o Hino Estatal da República do Bascortostão” de 12 de outubro de 1993. A obra musical The Republic, que mais tarde se tornou um hino, foi escrita pelo compositor F. F. Idrisov em 11 de outubro de 1990. O tema da música folclórica basquir "Ural" entrou na música do hino. 
Em 6 de julho de 1999, foi aprovada a Lei dos Símbolos Nacionais da República do Bascortostão, que estabeleceu o procedimento para a execução e o uso do hino nacional da república.
Executado durante as reuniões cerimoniais de abertura e encerramento e as reuniões dedicadas aos feriados do Bascortostão e da Federação Russa; depois de prestar juramento ao assumir o cargo de chefe do Bascortostão ; durante as sessões de abertura e encerramento da Assembléia Estadual – Curultai da República do Bascortostão, órgãos representativos dos municípios; durante a cerimônia oficial de levantar a bandeira do Bascortostão e outras cerimônias oficiais realizadas pelas autoridades públicas da república; durante as cerimônias de reunião e despedida em visita à República do Bascortostão com uma visita oficial dos chefes de estados estrangeiros e chefes de governos de estados estrangeiros e outros casos previstos em lei. 
O hino pode ser tocado nos idiomas oficiais do Bascortostão – nos idiomas bashkir e russo, nas versões de orquestra, coral, orquestra-coral ou outras versões vocais e instrumentais, além de usar gravações de áudio e vídeo, transmissões de televisão e rádio.

## Letra

### Embasquir
| Cirílico | Alfabeto latino | Transcrição AFI |
| Беренсе куплет: Башҡортостан, һин һөйөклө ғәзиз ер, Халҡыбыҙҙың изге Ватаны. Сал Уралдан ҡалҡа бар тарафҡа Тыуған илдең тыныс ал таңы. Ҡушымта: Дан һиңә, Башҡортостан! Илен һөйгән азат халҡыңа дан! Рәсәй менән бөйөк берҙәмлектә Сәскә ат, Башҡортостан! Икенсе куплет: Башҡортостан, һин хөрмәтле данлы ил, Еңеү яулап алға бараһың. Киләсәккә яҡты нур-моң сәсә Һинең ғорур рухлы байрағың. Ҡушымта Өсөнсө куплет: Республикам, йондоҙ булып балҡы һин, Күкрәп йәшә, гүзәл илебеҙ. Тыуған ерҙә һүнмәҫ усағыбыҙ, Тыуған телдә тынмаҫ йырыбыҙ. Ҡушымта | Berense kuplet: Başqortostan, hin höyöklö ğäziz yer, Xalqıbıźźıñ izge Watanı. Sal Uraldan qalqa bar tarafqa Tıwğan ildeñ tınıs al tañı. Quşımta: Dan hiñä, Başqortostan! İlen höygän azat xalqıña dan! Räsäy menän böyök berźämlektä Säskä at, Başqortostan! İkense kuplet: Başqortostan, hin xörmätle danlı il, Yeñew yawlap alğa barahıñ. Kiläsäkkä yaqtı nur-moñ säsä Hineñ ğorur ruxlı bayrağıñ. Quşımta Ösönsö kuplet: Respublikam, yondoź bulıp balqı hin, Kükräp yäşä, güzäl ilebeź. Tıwğan yerźä hünmäś usağıbıź, Tıwğan teldä tınmaś yırıbıź. Quşımta | [bɪ̞r̺ɪ̞nˈsɪ̞ kʊˈplʲet] [bɑʂqʊ̞r̺tʊ̞sˈtɑn ǀ hin hʏ̞jʏ̞kˈlʏ̞ ʁæˈzʲiz jɪ̞r̺ ǀ] [χɑɫqɯ̞bɯ̞ˈð̪ːɯ̞ŋ izˈgɪ̞ wɑtɑˈnɯ̞ ǁ] [sɑɫ ur̺ɑɫˈdɑn qɑɫˈqɑ ˈbɑr̺tɑr̺ɑfˌqɑ] [tɯ̞wˈʁɑn ilˈdɪ̞ŋ tɯ̞ˈnɯ̞s ɑɫtɑˈŋɯ̞ ǁ] [quʂɯ̞mˈtɑ] [dɑn hiˈŋæ ǀ bɑʂqʊ̞r̺tʊ̞sˈtɑn ‖] [iˈlɪ̞n hʏ̞jˈgæn ɑˈzɑt χɑɫqɯ̞ˈŋɑ dɑn ‖] [r̺æˈsæj mɪ̞ˈnæn bʏ̞ˈjʏ̞k bɪ̞r̺ð̪æmlɪ̞kˈtæ] [sæsˈkæ ɑt ǀ bɑʂqʊ̞r̺tʊ̞sˈtɑn ‖] [ikɪ̞nˈsɪ̞ kʊˈplʲet] [bɑʂqʊ̞r̺tʊ̞sˈtɑn ǀ hin χʏ̞r̺mætˈlɪ̞ dɑnˈɫɯ̞ il ǀ] [jɪ̞ˈŋɪ̞w jɑwˈɫɑp ɑɫˈʁɑ bɑr̺ɑˈhɯ̞ŋ ‖] [kʲilæsæˈkːæ jɑqˈtɯ̞ ˈnur̺mʊ̞ŋ sæˈsæ] [hiˈnɪ̞ŋ ʁʊ̞ˈr̺ur̺ r̺uχˈɫɯ̞ bɑjr̺ɑˈʁɯ̞ŋ ‖] [quʂɯ̞mˈtɑ] [ʏ̞sʏ̞nˈsʏ̞ kʊˈplʲet] [r̺ʲɪsˈpublʲikäm ǀ jʊ̞nˈdʊ̞ð̪ buˈɫɯ̞p bɑɫˈqɯ̞ hin ǀ] [kʏkˈr̺æp jæˈʃæ ǀ gʏˈzæl ilɪ̞ˈβɪ̞ð̪ ‖] [tɯ̞wˈʁɑn jɪ̞r̺ˈð̪æ hʏnˈmæθ̪ usɑʁɯ̞ˈbɯ̞ð̪ ǀ] [tɯ̞wˈʁɑn tɪ̞lˈdæ tɯ̞nˈmɑθ̪ jɯ̞r̺ɯ̞ˈbɯ̞ð̪ ‖] [quʂɯ̞mˈtɑ] |

### Emrusso
| Cirílico | Alfabeto latino | Transcrição AFI |
| I Башкортостан, Отчизна дорогая, Ты для нас священная земля. С Урала солнце всходит, озаряя Наши горы, реки и поля. Припев: Славься, наш Башкортостан! Судьбой народу ты для счастья дан! С Россией мы едины – и всегда Процветай, Башкортостан! II Башкортостан – ты наша честь и слава. Доброй волей, дружбой ты силён. И стяг твой реет гордо, величаво – Он свободой, братством окрылён. Припев III Республика, сияй звездой прекрасной, Ты ликуй в свершеньях и трудах! Родной очаг пусть никогда не гаснет, Пусть ведут нас песни сквозь года. Припев | I Baškortostan, Otčizna dorogaja, Ty dlä nas sväçennaja zemlä. S Urala solnce vshodit, ozaräja Naši gory, reki i polä. Pripev: Slavjsä, naš Baškortostan! Sudjboj narodu ty dlä sčastjä dan! S Rossijej my jediny – i vsegda Procvetaj, Baškortostan! II Baškortostan – ty naša čestj i slava. Dobroj volej, družboj ty silön. I stäg tvoj rejet gordo, veličavo – On svobodoj, bratstvom okrylön. Pripev III Respublika, sijaj zvezdoj prekrasnoj, Ty likuj v sveršenjäh i trudah! Rodnoj očag pustj nikogda ne gasnet, Pustj vedut nas pesni skvozj goda. Pripev | I [bəʂkərtɐˈstan ǀ ɐˈt͡ɕːiznə dərɐˈɡajə ǀ] [ˈtɨ dlʲɪ ˈnas svʲɪˈɕːenːəjə zʲɪmˈlʲæ ‖] [s‿ʊˈralə ˈsont͡sɪ ˈfsxodʲɪt ǀ ɐzɐˈrʲæjə] [ˈnaʂɨ ˈgorɨ ǀ ˈrʲekʲɪ ˈi ˈpolʲə ‖] [prʲɪˈpʲef] [ˈslafʲsʲə ǀ ˈnaʂ bəʂkərtɐˈstan ǁ] [sʊdʲˈboj nɐˈrodʊ ˈtɨ dlʲɪ ˈɕːæsʲtʲjə ˈdan ǁ] [s‿rɐˈsʲijɪj ˈmɨ jɪˈdʲinɨ ǀ ˈi fsʲɪɡˈda] [prət͡svʲɪˈtaj ǀ bəʂkərtɐˈstan ǁ] II [bəʂkərtɐˈstan ǀ ˈtɨ ˈnaʂə ˈt͡ɕesʲtʲ ˈi ˈslavə ǀ] [ˈdobrəj ˈvolʲɪj ǀ ˈdruʐbəj ˈtɨ sʲɪˈlʲɵn ǁ] [ˈi ˈsʲtʲæk ˈtvoj ˈrʲejɪt ˈgordə ǀ vʲɪlʲɪˈt͡ɕævə ǀ] [ˈon svɐˈbodəj ǀ ˈbrat͡stvəm ɐkrɨˈlʲɵn ǁ] [prʲɪˈpʲef] III [rʲɪsˈpublʲɪkə ǀ sʲɪˈjæj zvʲɪzˈdoj prʲɪˈkrasnəj ǀ] [ˈtɨ lʲɪˈkuj f‿svʲɪrˈʂɛnʲjəx ˈi trʊˈdax ǁ] [rɐdˈnoj ɐˈt͡ɕæk ˈpusʲtʲ nʲɪkɐɡˈda ˈnʲe ˈgasʲnʲɪt ǀ] [ˈpusʲtʲ vʲɪˈdut ˈnas ˈpʲesʲnʲɪ ˈskvosʲ ˈgodɐ ǁ] [prʲɪˈpʲef] |

### Versões não oficiais
| Em português | Em inglês (tradução poética, não literal) | Em tátaro |
| --- | --- | --- |
| I Bascortostão, pátria querida, você é uma terra sagrada para nós. O sol nasce dos Urais, iluminando nossas montanhas, rios e campos. Refrão: Salve nosso Bascortostão! Destino para as pessoas que lhe são dadas pela felicidade! Estamos unidos à Rússia – e sempre Prosperamos, Bascortostão! II Bascortostão – você é nossa honra e glória, Boa vontade, amizade, você é forte. E sua bandeira voa com orgulho, majestosamente – Ele é inspirado pela liberdade, confraternizado. Refrão III República, brilhe com a bela estrela, Você se alegra em realizações e trabalhos! Que a lareira nativa nunca desapareça, Deixe as músicas nos levar através dos anos. Refrão | Bashkiria, what a fine land thou art, The sacred cradle o' thy folk thou art. The sun, from the age-old Urals, shinin', Thy land so tranquil from our hearts within. Chorus: O glorious Bashkiria! Thou art the land thy native people love. United with Russia, we go above. Long live Bashkiria! II Bashkiria, thou hast our hearts and art free, Hardships we o'ercome with victory. Thy future glows agleam and we praise thee And thy banner thou wavest with glory. Chorus III O Republic, thou art a star bright and grand Thou art so rich and labourious. Thy hearth, everlastin' in our homeland, We chant thee this hymn so harmonious. Chorus | I Башкортстан, син сөекле газиз җир, Халкыбызның изге Ватаны. Чал Уралдан калка бар тарафка Туган илнең тыныч ал таңы Кушымта: Дан сиңа, Башкортстан! Илен сөйгән азат халкыңа дан! Русия белән бөек бердәмлектә Чәчкә ат, Башкортстан! II Башкортстан, син хөрмәтле данлы ил, Җиңү яулап алга барасың. Киләчәккә якты нур-моң чәчә Синең горур рухлы байрагың. Кушымта III Республикам, йолдыз булып балкы син, Күкрәп яшә, гүзәл илебез. Туган җиргә сүнмәс учагыбыз, Туган телдә тынмас җырыбыз. Кушымта |

## Compositores
- Letra (em basquir): Ravil Bikbaev, Rashit Shakur
- Letra (tradução para russo): Farit Idrisov, Svetlana Churaeva
- Música: Farit Idrisov

## Literatura
- Башкортостан. Государственные символы и символика городов и районов.  - Ufa: Empresa Unitária Estadual “GRI Bashkortostan”, 2007.   - 336   com
- Еникеев З. И.   Hino Nacional   //   Enciclopédia Bashkir   / ch. ed. M.A. Ilgamov .   - Ufa   : GAUN " Enciclopédia Bashkir ", 2015-2019.   - ISBN 978-5-88185-306-8 .
- Еникеев З. И.   Hino Nacional // Bashkortostan: Uma Breve Enciclopédia .   - Ufa: Enciclopédia Bashkir, 1996.   - S.   200   - 672   com   - ISBN 5-88185-001-7 .
- Кутушев Р. Р.   Como se desenvolveram os símbolos do Bascortostão?   // Vatandash .   - 1998.   - No. 3 .   - 171-179 .
- Кутушев Р. Р., Baykov I.F.   Sobre a história dos símbolos estaduais do Bascortostão.   - Ufa: Kitap, 2011.   - S.   136   - 304   com